# Поспеловський Федір Іванович
Федір Іванович Поспеловський (1873, Рогачевка — 20 вересня 1949) — протоієрей, кандидат богослов'я.

## Біографія
Народився в 1873 в селі Рогачевка Воронезької губернії. Закінчив духовну семінарію у Воронежі і в 1897 році Київську духовну академію зі ступенем кандидата богослов'я.
Служив законовчителем у Воронезькій духовній семінарії, з 1900 року — у Київській духовній семінарії, з 1909 року — настоятелем церкви при Сулімской богадільні, з 1911 року — служив у Златоустовському монастирі в Києві, з 1917 — священиком у церквах Києва, з 1925 року — настоятелем Преображенської церкви, з 1928 року — в храмі Покровського монастиря.
28 січня 1931 року заарештований як «учасник Київської філії контрреволюційної монархічної церковної організації ІСЦ». 14 грудня 1932 року засуджений до трьох років заслання і відправлений до Казахстану.
Помер 20 вересня 1949 року. Похований в Києві на Лук'янівському цвинтарі (ділянка № 22, ряд 3а, місце 23).